# Terelabrus
Terelabrus ist eine Gattung der Lippfische (Labridae), die im zentralen Indopazifik von den Malediven im Westen über die Philippinen bis Japan im Norden und Neuguinea, Neukaledonien und Fidschi im Osten vorkommt. Die vier Arten der Gattung leben in größeren, von gewöhnlichen Tauchern nicht zu erreichenden Tiefen und wurden deshalb erst ab 1998 entdeckt.

## Merkmale
Terelabrus-Arten sind langgestreckt und haben einen fast zylindrischen, seitlich kaum abgeflachten Körper. Die Standardlänge ist mehr als 6 mal so groß wie die Körperhöhe. Die Augen sind relativ groß, der Raum zwischen den Augen ist flach. Die Schuppen im Nacken und auf dem Kiemendeckel sind relativ klein, die auf dem Nacken erstrecken sich nach vorn bis über den hinteren Rand des Präoperculums, die auf den Wangen bis zum Vorderrand der Pupille. In Ober- und Unterkiefer befinden sich vorne zwei Paar größerer Eckzähne die einen deutlichen Abstand zueinander haben. Die Zähne des zweiten Paares sind nach außen gebogen. Am Mundwinkel im Oberkiefer liegt ein größerer, nach vorn ragender Eckzahn. Ungefähr acht konische Zähne befinden sich einer Reihe an den Kieferseiten, gefolgt von einer Reihe abrupt kleinerer konischer Zähne. Die Zähne an den Kieferseiten sind an einem freiliegenden Knochenkamms befestigt. Die oberen, paarigen Pharyngealknochen sind dreieckig und mit etwa 18 kleinen, knötchenförmigen Zähnen besetzt. Der vorderer Fortsatz des T-förmigen unteren Pharyngealknochens ist mit zehn Zähnen ausgestattet, die vorne konisch und hinten knotig sind; die vorderen zwei stehen in einer Reihe, die hinteren acht sind in einer Doppelreihe angeordnet. Der breite hinterer Teil des unteren Pharyngealknochens ist mit zwei Zahnreihen besetzt. Die Seitenlinie ist durchgehend und leicht gebogen. Die Basen von Rücken- und Afterflosse sind unbeschuppt. Die Strahlen der Afterflosse sind deutlich schlanker als die der Rückenflosse. Die Strahlen der Rücken- und Afterflosse tragen längere Cirren an ihren Spitzen. Die Schwanzflosse ist leicht abgerundet.
Morphometrie:
- Flossenformel: Dorsale X/11; Anale III/12, Pectorale 15, Caudale 14.
- Schuppenformel: SL 39–45, mLR 45–48.
- Kiemenrechen: 11–15.
- Branchiostegalstrahlen: 6.
- Wirbel: 11 + 17.

Terelabrus hat einige Gemeinsamkeiten mit der Gattung Bodianus aus der Unterfamilie der Schweinslippfische (Hypsigenyinae), ist aber schlanker und hat weniger Stacheln in der Rückenflosse. In einer 2023 veröffentlichten DNA-Analyse zahlreicher Lippfischarten wurde die Zugehörigkeit von Terelabrus zu den Schweinslippfische bestätigt.

## Arten
Es gibt vier Arten:
- Terelabrus dewapyle Y. Fukui & Motomura, 2015[4]
- Terelabrus flavocephalus Y. Fukui & Motomura, 2016[5]
- Terelabrus rubrovittatus J. E. Randall & Fourmanoir, 1998[1]
- Terelabrus zonalis Y. Fukui, 2018[6]